# Беляковка (приток Нейвы)
Беляковка — река в России, протекает по Пригородному району Свердловской области. Устье реки находится в 177 км по правому берегу реки Нейва. Длина реки составляет 14 км.
Система водного объекта: Нейва → Ница → Тура → Тобол → Иртыш → Обь → Карское море.

## Данные водного реестра
По данным государственного водного реестра России, Беляковка относится к Иртышскому бассейновому округу, водохозяйственный участок реки — Реж (без реки Аяти от истока до Аятского гидроузла) и Нейвы (от Невьянского гидроузла) до их слияния, речной подбассейн Тобола, речной бассейн Иртыша.
Код объекта в государственном водном реестре — 14010501812111200006440.